# PENGUIN RESEARCH
PENGUIN RESEARCH（ペンギンリサーチ）は、日本のロックバンド 。2015年に結成され、2016年にメジャー・デビューを果たした。所属レコードレーベルは、ultraCeep、SME Recordsを経て、2017年4月よりSACRA MUSICへ移籍。

## 概要
本バンドは、かねてより作編曲家として活動していた堀江が自分と組んでアーティスト活動を行う人物を探していた時期に、のちにボーカルとなる生田が堀江の製作した楽曲を歌唱している動画を目にし、ソニー・ミュージックのプロデューサーに紹介したことがきっかけで誕生した。
その後、当時所属していたバンドを脱退したのちにギターとなる神田が今後について堀江に相談すると、生田と堀江の2人が「何か」を始めると聞き、参加の意思を伝えたことで神田の加入が決定した。
更にドラマーとキーボーディストを探していたところ、以前、堀江が作曲を担当したベイビーレイズJAPANのライブで新保がドラムを担当したことをきっかけに、「バンドのドラマーを探している」と堀江から連絡を受け、新保自身も「いつかメジャー・デビューしたい」と思っていたことから加入が決定した。
そして、以前から知り合いだったと言う新保経由で「（堀江が）バンドで鍵盤を探している」と柴﨑に声がかかり、それまでアニソンのサポートを経験していたり、堀江が編曲したLiSAの「Rising Hope」なども聴いてたこともあり、チャンスだと思った柴﨑が加入。現在の5人編成となる。

## メンバー
生田鷹司（いくた ようじ、1990年1月30日生まれ/O型/高知県出身 - ボーカル）
高校時代にギター、ベース、打ち込みを始める。地元の高知でバンド活動を続ける中でボーカルを経験しGt&Voを担当。
元々は地元で保育士として就職するも、音楽の道を諦めきれず2014年より本格的にバンドマンを目指し、職を辞して上京。
堀江から声をかけられてPENGUIN RESEARCHのメンバーとなる。
現在はバンド活動をしながらもソロでの弾き語りのライブも定期的に行っている。
また、幼い頃からアニメやゲームが好きだった事をきっかけに声の演技にも興味を持ち、声優としての活動にも日々励んでいる。
堀江晶太（ほりえ しょうた、1990年5月31日生まれ/AB型/岐阜県出身 - ベース・コンポーザー）
ギター、ピアノ、ドラムなどの演奏もできる。
バンドのメインソングライター。
作曲家としてはアニメの主題歌やアーティスト楽曲を手掛けており、LiSAや田所あずさ、ベイビーレイズJAPANなどアニメソングやアイドルソングを中心に多くの楽曲提供を行なっている。
ゲームミュージックとバンドサウンドとDTMに貴重な青春の全てを捧げた為、ロックを中心とした派生系ジャンルが得意。上京後、音楽制作会社に入社、2013年から独立。
2017年5月31日、兼ねてから同一人物と噂されていたボカロP、kemuのTwitterにて自身が堀江晶太であることを明かした。ボーカロイド楽曲も手がけている。
神田ジョン（かんだ ジョン、11月27日生まれ/A型/愛知県出身 - ギター）
猫好きギタリスト。赤髪がトレードマーク。
ギターを始めて程なくバンドを始め、現在に至るまで様々なバンドやサポート活動に取り組んでいる生粋のバンドマン。
その経験を活かしたスタジオワークに各方面からの大きな信頼を得ている。PENGUIN RESEARCH結成以前から、堀江が制作を手掛けた楽曲にギターで参加しており、その縁もあってPENGUIN RESEARCHのメンバーに加わる。
作曲家としても活動しており、株式会社ハートカンパニーに所属している。鬼頭明里や田所あずさ、SHOW BY ROCK!!の楽曲の作曲や編曲を手掛ける
新保惠大（しんぼ けいた、6月23日生まれ/AB型/東京都出身 - ドラムス）
中学生の頃にドラムと出会い、16歳のときにバンド活動を始める。
大学入学当初は父親の家業を継ごうとするも資格勉強に耐え切れず2ヶ月で断念。
ミュージシャンとして生きていくことを決意し、同時に大学を留年し続ける人生が始まる。最終的に4回留年し、8年かけて2015年に卒業した。
自身のバンド活動のみならず、様々なミュージシャン、アイドル等のライブやレコーディング等に参加する。
バンド活動の中では特にハードロックやヘヴィメタルをプレイしており、PENGUIN RESEARCHで活動しているときも、ついツー・バスを踏んでしまうことがある。
DOPETOWN、ジ・アズキウォッシャーズでもドラムを担当している。
柴﨑洋輔（しばざき ようすけ、1993年10月29日生まれ/O型/千葉県出身 - キーボード）
小学生の頃からエレクトーンを習っており、当時の先生の影響でフュージョンに傾倒するようになる。
高校時代にバンドを始め、キーボードに転向。
卒業後から様々なライブサポート、レコーディングに参加しポップス、ロック、アニソン、フュージョン等、ジャンルを問わず幅広く演奏する。
シンプルなものが好き。でもキーボードは要塞を組んでみたい。バンドの活動の他に、平松愛理や新田恵海などのライブサポートにも参加している。

## 来歴
2016年
- 1月20日、1stシングル「ジョーカーに宜しく」をリリースし、メジャー・デビューを果たす。
- 3月6日、初のワンマンライブを開催。
- その後、3月30日に1stミニアルバム『WILL』、6月8日に2ndシングル「スポットライト」、9月7日に3rdシングル「ボタン」をリリースした。
- 9月3日よりワンマンツアー「Penguin Go a Road 2016 〜東奔西走腹滑り〜」を開催。

2017年
- 3月8日、1stフルアルバム『敗者復活戦自由形』をリリースした。また、4月よりSACRA MUSIC所属となった。
- 3月31日よりワンマンツアー「Penguin Go a Road 2017〜Penguin Fight Club〜」を開催。
- 8月20日、即完売となったワンマンライブ「Penguin Grand-prix Revolution」を開催。また、PENGUIN RESEARCH OFFICIAL FANCLUB「ペンギン研究所」が開設された。
- 8月21日、1stアルバム発売後（SME RecordsからSACRA MUSICへ移籍後）初の楽曲となる「千載一遇きたりて好機」が配信限定楽曲として、SACRA MUSICからリリース。
- それに伴い2017年11月〜翌年3月まで、ワンマンツアー「PENGUIN RESEARCH TOUR 2017-2018 "PENGUIN QUEST〜お台場に導かれし者たち〜"」を開催。

2018年
- 1月10日、1stフルアルバム『敗者復活戦自由形』リリース後初となる新作CD（EP）『近日公開第二章』がリリースされた 。
- 7月8日、日比谷野外大音楽堂にて初の野外ワンマンライブとなる「PENGUIN GO YAON」を開催。
- 8月20日、初のFCライブ「PENGUIN RESEARCH FC LIVE 2018『研究発表会vol.2』」を開催。
- 9月12日、自身初となる両A面シングル「WILD BLUE/少年の僕へ」を4thシングルとしてリリース。
- 12月2日よりワンマンツアー「Penguin Go a Road 2018-19 WILDに行こうぜ！」を開催。なお、2017年3月31日からこのツアーまで全公演チケット完売を記録している。

2019年
- 5月22日、5thシングル「決闘」リリース。
- 5月3日よりワンマンツアー「Penguin Go a Road 2019なぜ決闘なのか」を開催。
- 8月7日、2ndフルアルバム「それでも闘う者達へ」をリリース。
- 8月10日、横浜文化体育館にて初のアリーナ公演となる「Penguin Go a Road 2019 FINAL 横浜決闘」を開催。
- 8月18日・20日、FC会員限定ライブ「PENGUIN RESEARCH FC LIVE　研究発表会Vol.3」を開催。
- 12月12日より初の対バンツアー「Penguin Fight Club 〜それでも闘う者達へ〜」を開催。

2020年
- 1月29日、初の映像作品「Penguin Go a Road 2019 FINAL「横浜決闘」」をリリース。
- 4月20日、配信限定シングル「HATENA」、27日に「キリフダ」をリリース。
- 8月28日、Gt.の神田ジョンが、体調不良に対する治療と休養の為、活動休止とし、これより暫くの間は4人体制での活動となる。

2021年
- 1月21日、療養中だったGt.の神田ジョンが復帰。体調を見ながらの5人体制に戻る。
- 8月20日、約7か月ぶりとなるライブ「PENGUIN RESEARCH LIVE 2021 "have fun!"」を開催。初の昼夜2回公演として実施し、またリリース予定は未定としながらも新曲を披露した。

2022年
- 3月30日より2年ぶりとなる東名阪ワンマンツアー「PENGUIN RESEARCH LIVE TOUR 2022 "Come on buddy!!"」を開催。
- 8月1日、配信限定シングル「千夜祭」をリリース。
- 8月12日、ワンマンライブ「PENGUIN RESEARCH LIVE 2022 "FIVE STAR JOURNEY"」を開催。

2023年
- 1月18日、6thシングル「変幻自在」をリリース。
- 1月20日、メジャーデビュー7周年を記念してワンマンライブ「PENGUIN RESEARCH LIVE 2023『PENGUIN RESEARCHを宜しく』」を開催。
- 5月10日、3rdフルアルバム「逆光備忘録」をリリース。
- 5月12日よりワンマンツアー「PENGUIN RESEARCH LIVE TOUR 2023 "逆光備忘録"」を開催。静岡・北海道・高知公演は昼夜2部制、1部はアコースティックライブを行う。
- 12月15日よりワンマンツアー「Penguin Fight Night Tour 2023〜冬〜」を開催。

2024年
- 5月18日よりワンマンツアー「Penguin Go a Road 2024「無病息災」」を開催。
- 7月24日、7thシングル「Fire and Fear」をリリース。
- 12月17日よりワンマンツアー「Penguin Fight Night Tour 2024〜今年も糸冬〜」が開催予定だったがVo.生田鷹司が突発性難聴で「1ヶ月程度の安静が必要」と診断を受けたため延期となった。

2025年
- 3月25日、初のアコースティックワンマン「PENGUIN RESEARCH Acoustic Live "十年後に笑い合う そんな日々であれ"」を開催。
- 4月17日より延期となった昨年のツアーの振替公演「Penguin Fight Night Tour 2025 "あの日の続きをやろう"」を開催。
- 7月19日より2ndフルアルバム「それでも闘う者達へ」にフォーカスしたコンセプトツアー「PENGUIN RESEARCH 10th ANNIVERSARY TOUR “それでも闘う者達へ”」を開催予定。
- 11月13日より1stフルアルバム「敗者復活戦自由形」にフォーカスしたコンセプトツアー「PENGUIN RESEARCH 10th ANNIVERSARY TOUR “敗者復活戦自由形”」を開催予定。

## 音楽性
PENGUIN RESEARCHの楽曲は、全て堀江が作曲を手掛けている。堀江によると、作詞作曲の段階で同時に編曲の案も考えられており、編曲作業に関しては、堀江の案をメンバーに共有し、楽器隊の意見も踏まえた上で、最終的な判断を堀江が下すという流れで行われているという。
レコーディングに際しては、歌録りの前に堀江と生田が1対1で話す時間が設けられており、そこで楽曲に対する互いの認識を擦り合わせている。

## 作品
順位はオリコン週間ランキング最高位。

### シングル
|     | 発売日        | タイトル             | 規格                    | 規格品番                                                                  | 最高位 | 収録アルバム       |
| --- | ------------- | -------------------- | ----------------------- | ------------------------------------------------------------------------- | ------ | ------------------ |
| 1st | 2016年1月20日 | ジョーカーに宜しく   | CD+DVD CD               | ZMCL-1042/3(初回生産限定盤) ZMCL-1044(通常盤)                             | 33位   | 敗者復活戦自由形   |
| 2nd | 2016年6月8日  | スポットライト       | CD CD+DVD               | SECL-1911(通常盤) SECL-1912/3(期間生産限定盤)                             | 60位   | 敗者復活戦自由形   |
| 3rd | 2016年9月7日  | ボタン               | CD CD+DVD               | SECL-1977(通常盤) SECL-1978/9(期間生産限定盤)                             | 58位   | 敗者復活戦自由形   |
| 4th | 2018年9月12日 | WILD BLUE/少年の僕へ | CD+DVD CD CD+DVD+グッズ | VVCL-1290/1(初回生産限定盤) VVCL-1292(通常盤) VVCL-1293/5(完全生産限定盤) | 15位   | それでも闘う者達へ |
| 5th | 2019年5月22日 | 決闘                 | CD+DVD CD               | VVCL-1446/7(初回生産限定盤) VVCL-1448(通常盤)                             | 24位   | それでも闘う者達へ |
| 6th | 2023年1月18日 | 変幻自在             | CD CD+DVD               | VVCL-2175(通常盤) VVCL-2176/7(期間生産限定盤)                             | 14位   | 逆光備忘録         |
| 7th | 2024年7月24日 | Fire and Fear        | CD CD+BD                | VVCL-2527(通常盤) VVCL-2528/9(期間生産限定盤)                             | 33位   |                    |

#### EP
|     | 発売日        | タイトル       | 規格      | 規格品番                                      | 最高位 | 収録アルバム       |
| --- | ------------- | -------------- | --------- | --------------------------------------------- | ------ | ------------------ |
| 1st | 2018年1月10日 | 近日公開第二章 | CD+DVD CD | VVCL-1140/1(初回生産限定盤) VVCL-1142(通常盤) | 19位   | それでも闘う者達へ |

#### 配信限定シングル
|     | 発売日        | タイトル             | 規格                   | 収録アルバム       |
| --- | ------------- | -------------------- | ---------------------- | ------------------ |
| 1st | 2017年8月21日 | 千載一遇きたりて好機 | デジタル・ダウンロード | それでも闘う者達へ |
| 2nd | 2020年4月20日 | HATENA               | デジタル・ダウンロード | 逆光備忘録         |
| 3rd | 2020年4月27日 | キリフダ             | デジタル・ダウンロード | 逆光備忘録         |
| 4th | 2022年8月1日  | 千夜祭               | デジタル・ダウンロード | 逆光備忘録         |

### ミニアルバム
|     | 発売日        | タイトル | 規格 | 規格品番  | 最高位 |
| --- | ------------- | -------- | ---- | --------- | ------ |
| 1st | 2016年3月30日 | WILL     | CD   | ZMCL-1055 | 89位   |

### フルアルバム
|     | 発売日        | タイトル           | 規格      | 規格品番                                      | 最高位 |
| --- | ------------- | ------------------ | --------- | --------------------------------------------- | ------ |
| 1st | 2017年3月8日  | 敗者復活戦自由形   | CD+DVD CD | SECL-2122/3(初回生産限定盤) SECL-2124(通常盤) | 36位   |
| 2nd | 2019年8月7日  | それでも闘う者達へ | CD+DVD CD | VVCL-1473/4(初回生産限定盤) VVCL-1475(通常盤) | 17位   |
| 3rd | 2023年5月10日 | 逆光備忘録         | CD+BD CD  | VVCL-2230/2(初回生産限定盤) VVCL-2233(通常盤) | 19位   |

### 映像作品
|     | 発売日        | タイトル                                 | 規格          | 規格品番                                                     | 最高位             |
| --- | ------------- | ---------------------------------------- | ------------- | ------------------------------------------------------------ | ------------------ |
| 1st | 2020年1月29日 | Penguin Go a Road 2019 FINAL「横浜決闘」 | BD+2CD BD DVD | VVXL-50〜53(完全生産限定盤) VVXL-54(通常盤) VVBL-119(通常盤) | 29位(BD) 68位(DVD) |

## タイアップ一覧
| 使用年 | 曲名               | タイアップ                                                                  |
| ------ | ------------------ | --------------------------------------------------------------------------- |
| 2016年 | ジョーカーに宜しく | MBSほかアニメ『デュラララ!!×2 結』第3クールエンディングテーマ               |
| 2016年 | スポットライト     | MBS・TBS系アニメ『マギ シンドバッドの冒険』オープニングテーマ               |
| 2016年 | ボタン             | UHFアニメ『ReLIFE』オープニングテーマ                                       |
| 2017年 | 敗者復活戦自由形   | TBS系『スーパーサッカー』2月・3月度エンディングテーマ                       |
| 2018年 | 近日公開第二章     | スマートフォン用リズムゲームアプリ『バンドやろうぜ!』キャンペーンソング     |
| 2018年 | 近日公開第二章     | テレビ朝日系『musicる TV』1月度オープニングテーマ                           |
| 2018年 | 少年の僕へ         | MBS・TBS系アニメ『ゾイドワイルド』第1クールエンディングテーマ               |
| 2018年 | WILD BLUE          | MBS・TBS系アニメ『ゾイドワイルド』挿入歌                                    |
| 2019年 | 決闘               | MBS・TBS系アニメ『ゾイドワイルド』第4クールオープニングテーマ               |
| 2020年 | HATENA             | Webアニメ『ガンダムビルドダイバーズRe:RISE』2nd Seasonオープニングテーマ    |
| 2020年 | キリフダ           | テレビ東京系アニメ『シャドウバース』第1・第2クールオープニングテーマ        |
| 2023年 | 変幻自在           | MBS・TBS系アニメ『アルスの巨獣』オープニングテーマ                          |
| 2023年 | FORCE LIGHT        | e-Sportsプロリーグツアー『RAGE SHADOWVERSE PRO TOUR 23-24』公式テーマソング |
| 2024年 | Fire and Fear      | TBS系アニメ『杖と剣のウィストリア』オープニングテーマ                       |
| 2026年 | フラッシュバック   | Nintendo Switch用ソフト『UN:LOGICAL』オープニングテーマ                     |

## ミュージックビデオ
- ※がついているものはショートバージョンMV、またはリリックビデオ

| 監督       | 曲名 |
| 末吉ノブ   | 「ジョーカーに宜しく」 「boyhood」 「SUPERCHARGER」 「敗北の少年」 「スポットライト」 「ボタン」 「敗者復活戦自由形※」 「千載一遇きたりて好機」 「近日公開第二章」 「WILD BLUE※」 「WILD BLUE」 「少年の僕へ※」 「少年の僕へ」 「決闘※」 「決闘」 「千夜祭」 「変幻自在」 「Crier」 「Fire and Fear」 |
| りゅうせー | 「シニバショダンス」 |
| 小笹竜馬   | 「それでも闘う者達へ -Music Video-」 |
| 駿         | 「それでも闘う者達へ リリックビデオ※」 |

## ライブ

### イベント参加
2014年
- 11月17日 Seeing is believing（TSUTAYA O-Crest）[33]

2015年
- 2月23日 情熱が炸裂（TSUTAYA O-Crest）
- 3月18日 Feather Tree Place vol.16（新代田FEVER）
- 3月30日 vivid undress pre. 僕はキメ顔でそう言った（下北沢ReG）
- 4月1日 千円の宴 第十四夜（新宿LiveFreak）[注 2]
- 4月8日 オトコゴコロと秋のソラ vol.27（渋谷Gee-ge）[注 2]
- 4月9日 FEVER presents tumor music（新代田FEVER）
- 4月17日 共鳴レンサTOUR2015春 関東サーキットvol.3（恵比寿club aim）
- 4月22日 Beyond all imagination（TSUTAYA O-Crest）
- 5月4日 ニコ☆ジージ 58枠目〜ゴールデンウィークとか逆に忙しいし〜（渋谷Gee-ge）[注 2]
- 5月15日 解釈の分岐点（四谷天窓）[注 2]
- 5月26日 オトコゴコロと秋のソラvol.28（渋谷Gee-ge）[注 2]
- 6月11日 ツムグコトノハ（TSUTAYA O-Crest）
- 7月16日 TAKE COVERレコ発ツアー【東京編】コネクショナリズムツアー2015（下北沢ReG）
- 8月10日 egoistic Spiral vol.2（渋谷RUIDO K2）
- 8月20日 NEWScript presents a bright future. ep.2（下北沢ReG）
- 9月24日 SOUND-DRUG PARTY vol.1（渋谷GUILTY）
- 10月16日 Please please her（新宿LiveFreak）
- 11月3日 ニコハマ〜爆音対バン〜（F.A.D yokohama）
- 11月23日 ins'Clade/ORANGE BANK LEAD/PENGUIN RESEARCH/HIGH BONE MUSCLE/卯ノ花クダシ/IG NIGHT ROSE（横浜BAYJUNGLE）
- 12月16日 WEAZEL GAME × NEWScript presents BLASTRIDE!! vol.1（下北沢ReG）
- 12月18日 レジェンドピコ歌い手デビュー8周年当日企画〜3マンLIVE〜（duo MUSIC EXCHANGE）

2016年
- 2月28日 神田まみれ（渋谷ClubAsia）
- 3月23日 Buzz Carnival2016-GUILTY 24th Anniversary-（渋谷GUILTY）
- 5月9日 虹色の曲馬（渋谷GUILTY）
- 5月15日 赤飯Present's「FreeMoshLicense」4発目〜赤飯 VS PENGUIN RESEARCH〜（六本木morph-Tokyo）
- 5月26日 3110 vol.51（下北沢ReG）
- 6月26日 "Never Gave Up" Release Tour2016（恵比寿LIQUIDROOM）
- 6月27日 SEIZE THE DAY presents 今を生きる vol.0 powered by BARKS（TSUTAYA O-WEST）
- 7月15日 Pulse Factory presents「FUCKIN' FRIDAY」〜Nobu&店長ハチバースデー編〜（アメリカ村DROP）
- 7月28日 WEAZEL GAME 1st anniversary project BLASTRIDE!! vol.2（下北沢ReG）
- 8月9日 SEIZE THE TOUR 2016  メジャーデビューシングル発売記念ツアー SEIZE! SEIZE! SEIZE! #5（仙台MACANA）
- 8月18日 PENGUIN RESEACH vs vivid undress ＂ビビったヤツはオシリペンペン!!〜1発目〜＂（下北沢ReG）
- 8月26日 the mother's booth 1st mini album release party 「幸福的軽薄感」〜マザブのそれな〜（渋谷GUITY）
- 8月31日 Escapism vol.4（渋谷milkyway）
- 9月7日 PENGUIN RESEARCH vs BLAST（新代田FEVER）[注 3]
- 9月19日 LARK LAND（大阪城野外音楽堂）
- 10月16日 DOPEDOWN不退転ツアー2016（六本木morph-Tokyo）
- 11月3日 ニコニコ超パーティー2016（さいたまスーパーアリーナ）
- 12月1日 ALL OFF NEW HORIZON TOUR（CLUB 3STAR IMAIKE）
- 12月2日 ALL OFF NEW HORIZON TOUR（心斎橋VARON）
- 12月6日 LisOeuf♪Party 2016-WINTER-（TOKYO DOME CITY HALL）
- 12月7日 ALL OFF NEW HORIZON TOUR（渋谷ClubAsia）

2017年
- 1月29日 RAB VS PGR〜Graduation!!最初のひとつだけ、おそろいだからいい〜（新宿BLAZE）
- 2月8日 Destiny Road〜UPSET中井50歳祭り〜（池下UPSET）
- 2月19日 「SDD TOKYO MEETING 」 アコースティックライブ（東京タワー 大展望台 Club333特設ステージ）[注 4]
- 3月4日 PENGUIN RESEACH vs vivid undress ＂ビビったヤツはオシリペンペン!!〜2発目〜＂（下北沢ReG）
- 3月12日 @FM presents STAND UP!（ell.FITS ALL）
- 4月29日 ニコニコ超会議 超音楽祭2017（幕張メッセ）
- 5月3日 Anarchy In the Today vol.Ⅰ(新宿ReNY)
- 7月29日 Pop Starring SUMMER COOL 第2部（滋賀U☆STONE）
- 7月31日 MUSIC to the SPACE〜UPSET中井 50歳祭り〜（名古屋CLUB UPSET）
- 8月1日 "Music club" vol.1 supported by ヴィレッジヴァンガード（心斎橋VARON）
- 9月21日 共鳴レンサ 番外編 vol.8（Shibuya WWW）
- 9月26日 BULL ZEICHEN 88 MONTHLY 2MAN LIVE（TSUTAYA O-WEST）
- 10月8日 FM802 MINAMI WHEEL 2017（THE LIVE HOUSE soma）
- 10月12日 ビビったヤツはオシリペンペン!!?東名阪ツアー大阪編（心斎橋VARON）
- 10月13日 ビビったヤツはオシリペンペン!!?東名阪ツアー名古屋編（池下UPSET）
- 10月28日 ビビったヤツはオシリペンペン!!?東名阪ツアー下北沢ハロウィンパーティーバージョン編（下北沢ReG）
- 10月29日 KAMAROCK FESTIVAL2017〜花鳥風月〜（片柳アリーナ）
- 11月3日 ニコニコ超パーティー2017 NICONICO MUSIC PARTY（さいたまスーパーアリーナ）
- 11月5日 BRUSH UP FESTIVAL in KANSAI2017（大阪城野外音楽堂）
- 11月24日 鶴松屋フェス 秋の大収穫祭2017〜（TSUTAYA O-EAST）
- 12月28日 EMOTIONAL IDOROCK FES. 2017（新木場StudioCoast）

2018年
- 2月17日 ANARCHY IN THE TODAY vol.2（新宿ReNY）
- 4月1日 ドリームマッチデュエルギグ2018 春∞宴[炎]（片柳アリーナ）[注 5]
- 4月14日 ラックライフ presents GOODLUCK 2018 東京編（渋谷TSUTAYA O-EAST）
- 5月13日 CONNECT 歌舞伎町 MUSIC FESTIVAL 2018（新宿RUIDO.K4）
- 6月2日 SAKAE SP-RING 2018（名古屋ReNY limited）
- 6月29日 GROUND OF KIDZ（大阪BIGCAT）
- 7月19日 uP!!!SPECIAL ライブナタリー 201807（渋谷TSUTAYA O-EAST）
- 8月4日 ROCK IN JAPAN FESTIVAL 2018（国営ひたち海浜公園）
- 8月19日 TREASURE05X 2018 〜SCREAM AMBITIONS〜（名古屋クラブクアトロ）
- 9月7日､17日 PAPAFES 2018（福岡Queblick・大阪アメリカ村 BEYOND）
- 10月6日 Eggs presents FM802 MINAMI WHEEL 2018（心斎橋サンホール）
- 10月13日 No Maps ROCK DIVERSITY（北海道KRAPS HALL）
- 11月9日 TOKYO FLAT NIGHT CARNIVAL THE FINAL（渋谷TSUTAYA O-EAST）
- 11月17日 ANIMAX MUSIX 2018 YOKOHAMA supported by ひかりTV（横浜アリーナ）
- 12月28日 COUNTDOWN JAPAN 18/19（幕張メッセ）

2019年
- 1月25日 リスアニ! LIVE 2019 FRIDAY STAGE（日本武道館）
- 3月14日 おふらじ!フェス（なんばHatch）
- 5月18日､19日 SACRA MUSIC FES. 2019 －NEW GENERATION－（幕張メッセ）
- 8月3日 ROCK IN JAPAN FESTIVAL 2019（国立ひたち海浜公園）
- 10月27日 ANIMAX MUSIX 2019 KOBE（神戸ワールド記念ホール）
- 12月8日 バンドやろうぜ！Christmas Duel Carnival（豊洲PIT）[注 6]
- 12月28日 COUNTDOWN JAPAN 19/20（幕張メッセ）

2020年
- 2月7日 SCK presents ナゴヤサブカルスーパーライブ!!!!!（名古屋 E.L.L）
- 2月16日 嘘とカメレオン 2MAN TOUR -へのへのもへじ-（渋谷 CLUB QUATTRO）
- 3月13日 CIVILIAN Live Tour+α 2020 “はじめましてこんにちは”（代官山UNIT）[注 7]
- 4月11日 I ROCKS 2020（群馬音楽センター）[注 8]

2021年
- 1月30日 ANIMAX MUSIX 2021 ONLINE DAY1（有明アリーナ）[注 9]
- 10月27日 感覚ピエロ 対バンTOUR「アバンチュールで候」（LIQUIDROOM）
- 11月20日 ANIMAX MUSIX 2021（横浜アリーナ）

2022年
- 1月8日 りなメロ♪LIMITED EDITION（鹿屋市文化会館）[注 10]
- 11月26日、27日 SACRA MUSIC FES. 2022 -5th Anniversary-（幕張メッセ イベントホール）

2024年
- 4月7日 Mr.FanTastiC 東名阪福ツアー〜4都市各地でお騒がせしております〜（LIQUIDROOM）

## 提供作品
| アーティスト                                    | 楽曲タイトル                 | 作詞            | 作曲              | 編曲                                                     | リリース日     | 初収録                                    | タイアップ                                               |
| ----------------------------------------------- | ---------------------------- | --------------- | ----------------- | -------------------------------------------------------- | -------------- | ----------------------------------------- | -------------------------------------------------------- |
| 田所あずさ                                      | 絶対的Rock Star              | 結城アイラ      | 神田ジョン        | 神田ジョン                                               | 2016年10月26日 | 1HOPE SNIPER                              |                                                          |
| 田所あずさ                                      | EMOTION                      | yozuca*         | 神田ジョン        | 神田ジョン                                               | 2017年1月25日  | 運命ジレンマ （アーティストジャケット盤） |                                                          |
| 田所あずさ                                      | レッドラズベリー             | 結城アイラ      | 神田ジョン        | 神田ジョン                                               | 2017年4月26日  | DEAREST DROP （アーティストジャケット盤） |                                                          |
| 田所あずさ                                      | RESOLVE                      | 唐沢美帆        | 神田ジョン        | 神田ジョン                                               | 2018年7月25日  | RESOLVE                                   |                                                          |
| 田所あずさ                                      | あずさ2号のテーマ            | 安藤紗々        | 神田ジョン        | 神田ジョン                                               | 2019年8月21日  | イコール                                  |                                                          |
| 田所あずさ                                      | RIVALS                       | 安藤紗々        | 神田ジョン        | 神田ジョン 松田彬人 （ストリングスアレンジ）             | 2019年11月27日 | RIVALS                                    | TVアニメ「神田川 JETGIRLS」EDテーマ                      |
| 田所あずさ                                      | スペクトラム ブルー          | 大木貢祐        | 神田ジョン        | 神田ジョン                                               | 2019年11月27日 | RIVALS                                    |                                                          |
| 田所あずさ                                      | Waver                        | 大木貢祐        | 神田ジョン        | 神田ジョン 神田ジョン・伊藤賢 （ストリングス・アレンジ） | 2021年1月27日  | waver                                     |                                                          |
| 田所あずさ                                      | レイドバック・ガール         | 大木貢祐        | 神田ジョン        | 神田ジョン                                               | 2021年1月27日  | waver                                     |                                                          |
| 田所あずさ                                      | ソールに花びら               | 大木貢祐        | 神田ジョン        | 神田ジョン                                               | 2021年1月27日  | waver                                     |                                                          |
| 田所あずさ                                      | クリシェ                     | 大木貢祐        | 五郎川陸快        | 神田ジョン                                               | 2021年1月27日  | waver                                     |                                                          |
| 田所あずさ                                      | 死神とロマンス               | 岩淵紗貴        | 一瀬貴之 岩淵紗貴 | 神田ジョン                                               | 2021年1月27日  | waver                                     |                                                          |
| 田所あずさ                                      | 徒然恋愛サバイバー           | 岩淵紗貴        | 一瀬貴之 岩淵紗貴 | 神田ジョン                                               | 2021年1月27日  | waver                                     |                                                          |
| 田所あずさ                                      | ころあるこ。                 | 柴田隆浩        | 柴田隆浩          | 神田ジョン                                               | 2021年1月27日  | waver                                     |                                                          |
| 田所あずさ                                      | いつか暮れた街の空に         | 大木貢祐        | 田所あずさ        | 神田ジョン                                               | 2021年1月27日  | waver                                     |                                                          |
| TRUE                                            | RIPTIDE                      | 唐沢美帆        | 神田ジョン        | 神田ジョン                                               | 2017年2月22日  | Around the TRUE                           |                                                          |
| TRUE                                            | 分身                         | 唐沢美帆        | 神田ジョン        | 神田ジョン                                               | 2018年4月25日  | Lonely Queen's Liberation Party           |                                                          |
| mono palette.                                   | アンダーカレント             | 星銀乃丈        | 星銀乃丈          | 神田ジョン                                               | 2018年12月26日 | ロングタイムトラベラー                    |                                                          |
| 福山潤                                          | Breaking Dawn                | 松井洋平        | 神田ジョン        | 神田ジョン                                               | 2020年1月8日   | P.o.P -PERS of Persons-                   |                                                          |
| 福山潤                                          | Moving                       | 福山潤 松井洋平 | 島みやえい子      | 神田ジョン                                               | 2020年1月8日   | P.o.P -PERS of Persons-                   |                                                          |
| 福山潤                                          | DIES IN NO TIME              | 福山潤 松井洋平 | 猟平 めんま 41730 | 神田ジョン                                               | 2021年10月20日 | DIES IN NO TIME                           | TVアニメ「吸血鬼すぐ死ぬ」OPテーマ                       |
| 鬼頭明里                                        | Desire Again                 | 新田目駿        | momo              | 神田ジョン                                               | 2020年2月26日  | Desire Again                              |                                                          |
| ミライアカリ                                    | Fly to NEW WORLD             | 安藤紗々        | 神田ジョン        | 神田ジョン                                               | 2020年9月30日  | Fly to NEW WORLD                          |                                                          |
| フルーツタルト                                  | キボウだらけのEVERYDAY       | 安藤紗々        | 神田ジョン        | 神田ジョン                                               | 2020年10月28日 | キボウだらけのEVERYDAY                    | TVアニメ「おちこぼれフルーツタルト」OPテーマ             |
| フルーツタルト                                  | タルトなキモチ               | 安藤紗々        | 神田ジョン        | 神田ジョン                                               | 2020年10月28日 | キボウだらけのEVERYDAY                    | TVアニメ「おちこぼれフルーツタルト」挿入歌               |
| クリームあんみつ                                | ブルーの爽快がめちゃ Shiny！ | 安藤紗々        | 神田ジョン        | 神田ジョン                                               |                |                                           | TVアニメ「おちこぼれフルーツタルト」挿入歌               |
| 花宮女子クライミング部                          | LET’S CLIMB↑                 | 安藤紗々        | 神田ジョン        | 神田ジョン                                               | 2020年11月25日 | LET’S CLIMB↑                              | TVアニメ「いわかける! - Sport Climbing Girls -」EDテーマ |
| 一柳梨璃&白井夢結 （CV:赤尾ひかる＆夏吉ゆうこ） | Heart+Heart                  | 安藤紗々        | 神田ジョン        | 神田ジョン                                               | 2020年10月31日 |                                           | 「アサルトリリィ BOUQUET」第5話ED                        |
| GYROAXIA                                        | DANCING PARANOIA             | 吾龍            | 神田ジョン        | 神田ジョン                                               | 2022年2月23日  | Freestyle                                 |                                                          |